# UNESCO-Institut für Sozialwissenschaften
Das UNESCO-Institut für Sozialwissenschaften in Köln war eine selbstständige Forschungseinrichtung, die 1951 auf Initiative der leitenden UNESCO-Angestellten und späteren Friedensnobelpreisträgerin Alva Myrdal entstand und bis 1958 existierte. Institutsdirektor war der Niederländer Jan Juriaan Schokking, Forschungsdirektor war anfangs Conrad M. Arensberg (Soziologieprofessor der Columbia University), ab 1953 dann Nels Anderson, der der Chicagoer Schule der Soziologie entstammte.
Der Gründung waren Bemühungen von Max Horkheimer (Frankfurt), René König (Köln), Helmut Schelsky (Hamburg), Otto Neuloh (Dortmund) und Dolf Sternberger (Heidelberg) vorausgegangen, das finanzkräftige Institut an den Ort ihrer eigenen Wirkung zu ziehen. Durch das Schwergewicht bereits bestehender Universitätsinstitute war die Standortalternative bald Frankfurt oder Köln. Die Frankfurter versuchten über Herbert Marcuse Einfluss auf die amerikanischen Geldgeber zu nehmen, doch die Entscheidung fiel auf Köln, weil sich neben der Universität auch die Stadt Köln und das Land Nordrhein-Westfalen für das Projekt engagierten und es materiell sowie finanziell förderten.
Laut Erwin K. Scheuch war es Aufgabe des Instituts, an dem er einige Zeit wissenschaftliche Hilfskraft war, Deutschen die empirische Sozialforschung zu lehren, darum waren die ersten Forschungen Gemeindestudien. Dazu zählt auch die Euskirchen Studie von Renate Mayntz. Außer Mayntz (von 1953 bis 1957) und anderen waren Gerhard Wurzbacher (von 1952 bis 1954) und Erich Reigrotzki (von 1951 bis 1957) am Institut tätig. Reigrotzki wertete dort die erste große Bevölkerungsumfrage in der Bundesrepublik aus.
1960 gingen Gebäude und Inventar des bisherigen UNESCO-Institutes an das neugegründete Institut für Politische Wissenschaft und Europafragen der Kölner Universität über.